# Newton Braga

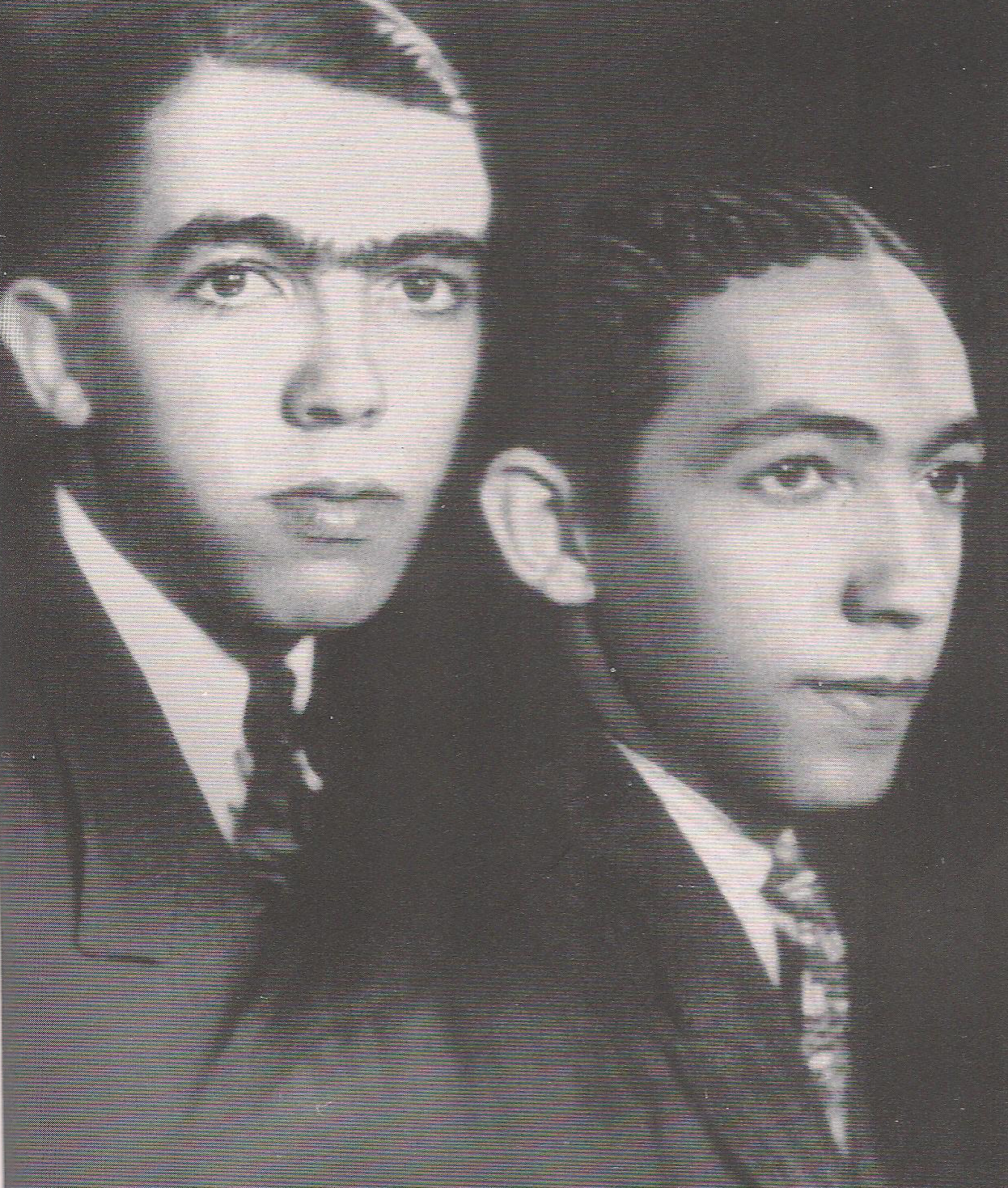
Rubem Braga (esquerda) com o irmão Newton Braga (direita) em 1932

Newton Braga (Cachoeiro de Itapemirim, 11 de agosto de 1911 – Rio de Janeiro, 1 de junho de 1962) foi um jornalista, advogado e poeta brasileiro.
Newton Braga é irmão do cronista Rubem Braga e era considerado discípulo de Ribeiro Couto.

## Biografia

### Vida e sua obra
Newton nasce em 1911 na fazenda do Frade, que era administrada por seu pai, no município de Cachoeiro de Itapemirim, cidade sul – capixaba. Seus pais foram Francisco de Carvalho Braga (primeiro prefeito de Cachoeiro de Itapemirim) e d. Rachel Coelho Braga. Fez seus primeiros estudos na cidade natal e completou-os no colégio Pio Americano, na cidade do Rio de Janeiro, tendo como colega Carlos Lacerda.

Em 1929 transfere-se para Belo Horizonte para tratamento de saúde e lá inicia o curso de Direito, formando-se no final do ano de 1931, tendo como colega de curso, Ciro dos Anjos e Tancredo Neves. Paralelamente aos estudos começa a trabalhar nos jornais mineiros dos Diários Associados e escreve seus primeiros poemas com fortes tendências ao modernismo. Assim como o irmão Rubem Braga, Newton faz pequenas contribuições ao jornal da família, fundado em 1928, o Correio do Sul.
Em 1932, em virtude da ausência do pai (falecido em dezembro de 1930) e já formado como bacharel em Direito, retorna para Cachoeiro para cuidar do cartório da família e também advogar. Como advogado exerce a profissão por pouquíssimo tempo, pois neste mesmo ano assumiu como redator chefe do Correio do Sul. Sob seu comando o jornal ganhou identidade local sendo ele o responsável por movimentos cívicos como a criação do ”Dia da Cachoeiro” em 1939.
Aficionado futebolista, Newton participou ativamente de um dos clubes da cidade; o Estrela do Norte, como jogador e também foi presidente da Liga Desportiva de Cachoeiro de Itapemirim.
Paralelamente a todas as atividades em sua cidade natal, também contribuía para a imprensa carioca, com uma coluna de crítica literária e outra de casos e epigramas.
Em 1937 casou-se com Isabel Curcio.
Em 1958, por insistência dos filhos, mudou-se para o Rio de Janeiro. Na cidade carioca trabalhou no Mundo Ilustrado, fazendo revisões para Ibrahim Sued, e trabalhou como redator de publicidade e de jornalismo na TV Tupi. Também foi chefe do Serviço de Relações Públicas da Secretaria de Saúde do Estado e trabalhou na Rádio Ministério da Educação. Nas revistas “Chuviscos”, “Publicidade e Negócios” e “Senhor”, contribuiu com pequenos artigos.

### Principais obras literárias
Newton teve as seguintes obras publicadas:
- "Lirismo perdido", Rio de Janeiro: Booklink Editora, 2011. (coletânea de poemas publicados na imprensa capixaba, mineira e carioca, durante mais de 10 anos);
- "Histórias de Cachoeiro", Rio de Janeiro: Booklink Editora, 2011. (visão panorâmica dos principais aspectos históricos, geográficos, sociais e literários ligados a sua cidade natal);
- "Cidade do interior", Rio de Janeiro: Booklink Editora, 2011. (contém uma seleção dos casos e epigramas, publicados no "Diário de Notícias", do Rio de Janeiro);
- "Poesias e Prosa" (volume póstumo, organizado por seu irmão Rubem Braga, incluindo textos e poemas das obras anteriores, além de novos casos e epigramas);
- Traduziu "Gente da Terra", de Agnes Smegley.

### Falecimento e homenagens
Newton Braga faleceu na madrugada de sexta-feira, dia 1° de junho de 1962, aos 51 anos e 9 meses na cidade do Rio de Janeiro.Ao poeta, jornalista e eterno cachoeirense, são inúmeras as homenagens póstumas, e entre elas encontramos o Instituto Newton Braga que cuida da sua obra, assim como no acervo da Casa dos Braga. Na cidade que festeja o “Dia de Cachoeiro” também encontramos a Avenida Newton Braga, uma das principais vias da sua cidade natal, e o grupo escoteiro Newton Braga.
Seu nascimento é comemorado todos os anos em sua cidade natal.